# Codex Petropolitanus (Nuevo Testamento)

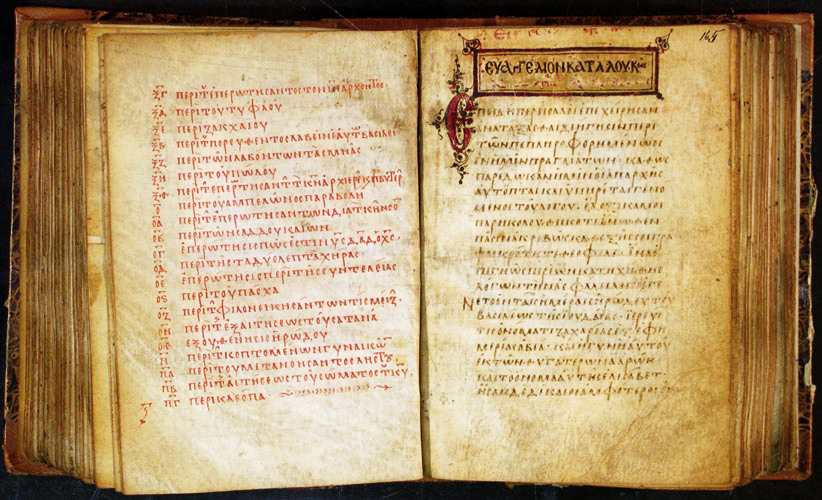
Codex Petropolitanus

El Codex Petropolitanus (San Petersburgo, Biblioteca Nacional Rusa (V 9); Gregory-Aland no. Π o 041; ε 73 (von Soden)) es un manuscrito uncial del siglo IX. El códice contiene los cuatro Evangelios, con lagunas.

## Descripción
El códice consiste de un total de 350 folios de 14,5 x 10,5 cm. El texto está escrito en una sola columna por página, con entre 21 líneas por columna.
El texto griego de este códice es una representación del tipo textual bizantino. Kurt Aland lo ubicó en la Categoría V.